# Pablo Maffeo
Pablo Carmine Maffeo Becerra (ur. 12 lipca 1997 w Sant Joan Despí) – hiszpański piłkarz występujący na pozycji obrońcy w hiszpańskim klubie RCD Mallorca.
Wychowanek Espanyolu, w trakcie swojej kariery grał także w takich zespołach, jak Manchester City, Girona, VfB Stuttgart oraz SD Huesca. Młodzieżowy reprezentant Hiszpanii.